# جریان چرخشی
جریان چرخشی (به انگلیسی: Rotational flow) که جریان تاودار نیز ترجمه شده، جریانی است که سرعت حرکت لایه‌های سیال با افزایش یا کاهش ارتفاع تغییر کند و برای آزمایش این نوع جریان ابتدا یک پره غوطه‌ور را در سیال رها می‌سازند و اگر پره فقط همراه با سیال حرکت کند جریان چرخشی نیست و اگر پره همراه با حرکت در مسیر مستقیم به دور خود نیز بچرخد جریان چرخشی نامید می‌شود و اگر جریان ساعت‌گرد بود با افزایش ارتفاع از سطح سیال سرعت حرکت لایه‌های سیال کم می‌شود و اگر پادساعت‌گرد بود با افزایش ارتفاع سرعت حرکت لایه‌های سیال زیاد می‌شود.
برای این‌گونه جریان‌ها دو معیار تعریف می‌شود:
- سیرکولاسیون:

{\displaystyle \Gamma =\oint _{C}Vdl}
- ورتیسیتی:

{\displaystyle \omega ={\frac {\Gamma }{A}}}
که البته در دو بعد برابر است با:
{\displaystyle \omega ={\frac {\partial V_{x}}{\partial y}}+{\frac {\partial V_{y}}{\partial x}}}
برای جریان‌های غیرچرخشی این مقدار برابر صفر است. این مقدار در سه بعد از فرمول زیر بدست می‌آید:
{\displaystyle \omega =curlV=({\frac {\partial V_{z}}{\partial y}}-{\frac {\partial V_{y}}{\partial z}})i+({\frac {\partial V_{x}}{\partial z}}-{\frac {\partial V_{z}}{\partial x}})j+({\frac {\partial V_{y}}{\partial x}}-{\frac {\partial V_{x}}{\partial y}})k}
که البته برای جریان‌های غیر چرخشی تمام سه طرفین برابر صفر است.